# Avant-garde
Avant-garde was een generatie jonge kunstenaars die met nieuwe vormen experimenteerden in de schilderkunst, architectuur, muziek, literatuur, poëzie, film, theater en moderne dans. Bij uitbreiding heeft het begrip ook betrekking op de vernieuwende stromingen zelf, zoals avant-gardecomponisten, avant-gardecineasten, avant-gardemuziek en avant-gardefilm.

## Termen
Het Franse woord avant-garde betekent letterlijk voorhoede, waarmee oorspronkelijk werd verwezen naar een groep soldaten die ter verkenning vooruit werden gestuurd. De Franse filosoof Claude Henri de Saint-Simon gebruikte in 1825 voor het eerst de aanduiding avant-garde voor een vernieuwende stroming in de kunstwereld. Centraal stond het idee dat avant-gardistische literatuur functioneel en didactisch en daarom eenvoudig te begrijpen moest zijn.
Aan het eind van de 19e eeuw kreeg het begrip de nieuwe, meer gangbaar geworden betekenis, waarbij de nadruk meer kwam te liggen op de vormgeving dan op de inhoud.
De term avant-gardisme werd voor het eerst gebruikt voor een groep controversiële kunstenaars van links-pacifistische signatuur, die in 1916 bijeenkwamen in het Cabaret Voltaire te Zürich om daar de eerste dadaïstische voorstellingen te geven.
Het concept avant-garde werd een metafoor voor het vernieuwende werk van kleine groepen intellectuelen of kunstenaars die voor de grote massa uitliepen. In de 20e eeuw benoemde men zo alle kunstvormen die vooruit snelden (en waarvan de naam veelal eindigde op -isme), met revolutionaire beelden en ideeën die later door grotere groepen overgenomen zouden worden. De periode tot 1940 wordt in dit verband ook wel "historische avant-garde" genoemd, een term die in 1974 voor het eerst werd gebruikt door Peter Bürger in zijn Theorie der Avant-garde en die sinds de jaren 1980 algemeen in gebruik is. Daarvoor sprak men in dit verband van het modernisme, maar de betekenis van deze laatste term is verengd.

## Achtergrond
Avant-gardisten experimenteerden met nieuwe kunstvormen door de artistieke procedés van hun voorgangers radicaal af te wijzen. De wil om te vernieuwen was allesbepalend. Tegelijkertijd werden met een metafysische inslag ook elementen uit eerdere perioden, zoals de romantiek en het symbolisme meegenomen.
In Vlaanderen en Nederland bleef de invloed van al deze nieuwe kunststromingen ten tijde van het interbellum relatief beperkt ten opzichte van de landen eromheen. In Antwerpen ontstond de groep Lumière die onder dezelfde naam een litterair avant-gardistisch tijdschrift uitgaven (1919-1923).
Het avant-gardisme van kort na de Tweede Wereldoorlog kan worden gezien als een reactie van wantrouwen van de westerse wereld jegens haar eigen cultuur, die in korte opeenvolging twee wereldoorlogen had voortgebracht. In de avant-gardistische kunst bestond een sterke behoefte om van voren af aan opnieuw te beginnen en alle bestaande waarden te herzien en te herdefiniëren.

## Voorbeelden
Voorbeelden van avant-garde die in een later stadium in de gevestigde kunsten werden opgenomen zijn:

### Beeldende kunst
- Impressionisme

Een voorbeeld van avant-garde avant la lettre, dus voordat de term zelf algemeen in gebruik was, is de op 17 mei 1863 geopende tentoonstelling Salon des Refusés in Parijs. Deze kunsttentoonstelling werd georganiseerd door kunstschilders die afgewezen waren voor deelname aan de jaarlijkse Parijse salon. Op deze tentoonstelling werden voor het eerst impressionistische werken tentoongesteld die later volop navolging zouden vinden. Het impressionisme ging zelfs tot een van de hoofdstromingen van de schilderkunst in de negentiende eeuw behoren.
- COBRA
- Constructivisme
- Dadaïsme
- Expressionisme
- Fluxus
- Futurisme
- Happening
- Kubisme
- Modernisme
- Popart
- Postmodernisme
- Suprematisme
- Surrealisme
- Videokunst

### Muziek
Avant-garde in de muziek is alle muziek die breekt met de klassiek/romantische traditie. In de muziek van de avant-gardisten wordt er dan ook meestal anders dan traditioneel omgesprongen met melodie, harmonie en ritme. Tot de avant-garde kan een groot deel van de hedendaagse alternatieve muziek en undergroundmuziek worden gerekend. Naast niet-traditionele composities en speltechnieken ontwikkelen musici ook nieuwe instrumenten. De stijl van het Zwitserse Celtic Frost wordt bijvoorbeeld door kenners gezien als avant-gardistisch, ofschoon het voor de leek wellicht als een stereotiepe metalband over kan komen, door een andere benadering van de toen geldende muzikale standaard in het genre.

## Uitbreiding betekenis
Bij uitbreiding zijn de begrippen avant-garde, avant-gardisme en avant-gardistisch ook toegepast op maatschappelijke vernieuwingen in het algemeen, bijvoorbeeld op cultureel en politiek gebied.